# Маний Рабулей
Вижте пояснителната страница за други личности с името Рабулей.
Маний Рабулей (на латински: Manius Rabuleius) e политик на Римската република и член на втория децимвират през 450 пр.н.е.
Според Дионисий Халикарнаски той е патриций, но казва, че друг човек, на име Гай Рабулей, е плебей. Тит Ливий също потвърждава, че всички децимвири са патриции. Тъй като няма други личности с това име, които да са споменати от древните автори, не може да се определи дали семейството му е от патрициите или от плебеите.